# Ali Ben Yanes
Pour les articles homonymes, voir Yanes.
 (octobre 2014).
Si vous disposez d'ouvrages ou d'articles de référence ou si vous connaissez des sites web de qualité traitant du thème abordé ici, merci de compléter l'article en donnant les références utiles à sa vérifiabilité et en les liant à la section « Notes et références ».
Ali Ben Yanes est un assassin d'origine tunisienne, également connu sous le nom de « l’égorgeur de Gattières », qui fut exécuté le 12 mai 1973 à Marseille. Il fut le dernier condamné à mort français à être exécuté sous la présidence de Georges Pompidou.

## Faits
Ali Ben Yanes et son cousin Hocine étaient des ouvriers agricoles, employés ici et là, dans le département des Alpes-Maritimes. 
Au soir du 28 septembre 1971, les deux hommes s'introduisent au domicile des Marra, des maraîchers d'origine calabraise (sud de l'Italie), installés sur la commune de Gattières.
La mère Cortena Marra, alors enceinte de huit mois, se trouve seule dans la cuisine avec sa fille Danièle âgée de 7 ans. Le père Francesco est absent, car il s'est rendu à un marché aux fleurs qui se situe non loin de là.
Ali est armé d'un couteau et Hocine d'une hachette. Le premier exige alors de l'argent à Madame Marra qui refuse dans un premier temps de leur donner quoi que ce soit et reçoit alors un coup de couteau au bras de la part d'Ali. La mère et la fille sont alors emmenées à l'étage dans la chambre des parents, où Cortena Marra finit par leur donner 2 000 francs. Mais les deux hommes ne sont pas satisfaits et en veulent encore plus. De colère, Ali Ben Yanes donne un deuxième coup de lame à la tête de Madame Marra qui s'effondre et perd ainsi connaissance. La petite Danièle, terrifiée par la scène, tente de s'échapper, Ali se jette sur elle et l'égorge aussitôt. Puis se retourne de nouveau vers la mère, et la poignarde une troisième fois au ventre. Les deux hommes finirent enfin par s'enfuir.
Cortena Marra, ayant repris ses esprits, arrive ensanglantée dans la ferme voisine, celle de la famille Rho qui donne l'alerte. Francesco Marra arrive sur ces entrefaites et trouve sa maison pleine de sang et le cadavre de sa fille. Cortena et l'enfant qu'elle portait survécurent à cette tentative d'assassinat.
La traque d'Ali et Hocine Ben Yanes ne dure pas longtemps, ils sont rapidement capturés.

## Procès
Un an après les faits, leur procès s'ouvre devant la cour d'assises des Alpes-Maritimes à Nice. Le substitut Pagès réclame la peine de mort pour Ali, considéré comme étant le meneur, et la réclusion perpétuelle pour Hocine, pour qui il trouve une circonstance atténuante. Le 29 septembre 1972, le jury rend son verdict en tous points identiques aux réquisitions du parquet. Les deux hommes demandent un pourvoi en cassation, mais il est rejeté le 5 janvier 1973. Les condamnations deviennent alors définitives. 
Ali est alors transféré à la prison des Baumettes à Marseille où il doit être exécuté. Hocine resta en prison pendant plus de trente ans.
Les avocats de Ali Ben Yanes, Maîtres Antoine Tognoli, Jean Guerraz et Claude Eglie-Richters montent à Paris pour demander la grâce au président Pompidou qui la rejette le 11 mai 1973. Le même jour, le Président accorde sa grâce à Guy Chauffour, braqueur multirécidiviste condamné deux fois à la peine de mort et lui aussi  détenu dans le QHS des Baumettes.

## Exécution
Le 11 mai 1973 au soir, le bourreau André Obrecht arrive dans la cité phocéenne en compagnie de ses aides. Dans la nuit, un fourgon banalisé entre dans la prison. À l'intérieur, la guillotine est dressée dans la discrétion par l'équipe d'Obrecht. Le 12 mai 1973 à 4 heures du matin, Ben Yanès est réveillé pour être guillotiné. On lui propose le verre de rhum, mais l'Islam ne lui permet pas l'alcool  alors il accepte un simple verre d'eau et une cigarette. Les aides du bourreau lui coupent les cheveux, lui lient fermement les bras et les chevilles. Avant de mourir il demande pardon à la France ainsi qu'à tous ceux à qui il a pu faire du mal. La porte s'ouvre sur une petite cour. Ben Yanès est poussé sur la bascule. Il est 4 heures 40.  Il meurt pour ses crimes à 34 ans.
Tandis qu'on affiche le procès-verbal d'exécution sur la porte d'entrée de la prison, le corps du condamné est enterré rapidement dans un endroit encore tenu secret du cimetière Saint-Pierre, à l'est de la ville.